# 楽園島からの脱出
『楽園島からの脱出』（らくえんとうからのだっしゅつ）は、土橋真二郎による日本のライトノベル。イラストはふゆの春秋。電撃文庫（アスキー・メディアワークス）より、2012年5月から刊行されている。

## 登場人物
沖田 瞬（おきた しゅん）
主人公。3年1組。
花穂 結羽（かすい ゆう）
3年8組。
田中 梨央（たなか りお）
3年8組。
斉藤 進一（さいとう しんいち）
極限ゲームサークルの部長。
神楽坂 愛菜（かぐらざか まな）
極限ゲームサークルの部員。元演劇部の部員。
須藤 拓也（すどう たくや）
不良
鈴木 悠介
3年3組，元男子バスケットボール部の部長。
中野 香織里（なかの かおり）
3年1組。委員長。
如月 未来
3年1組。元陸上部の部長。女子運動部の中心。
篠田 あかり
美術部の部長。文化部の中心。
志田 賢治（しだ　けんじ）
3年5組。
渡部 風子
美術部の部員。志田の彼女。
西野 優子
ホッケー部の部長。未来の友人。
美咲
ソフトボール部の部長。未来の友人。
志織
女子バスケットボール部の部長。未来の友人。
杉浦
軽音楽部の一員。

## 既刊一覧
- 土橋真二郎（著）・ふゆの春秋（イラスト）、アスキー・メディアワークス〈電撃文庫〉、既刊2巻（2012年8月10日現在）
  - 『楽園島からの脱出』、2012年5月10日発売[1]、ISBN 978-4-04-886597-5）
  - 『楽園島からの脱出II』、2012年8月10日発売[2]、ISBN 978-4-04-886809-9）